# Fontaine-lès-Clercs
 Fontaine-lès-Clercs  là một xã ở tỉnh Aisne, vùng Hauts-de-France thuộc miền bắc nước Pháp.